# Cena Jarmo Wasamy
Cena Jarmo Wasamy (finsky Jarmo Wasaman muistopalkinto) je ocenění ve finské hokejové lize SM-liiga. Cena je udělována pro nejlepšího nováčka v sezóně. Trofej nese název po mladém nováčkovi Jarmo Wasamovi, který přišel o život při automobilové nehodě v roce 1966.

## Vítězové
| Sezóna                      | Hráč               | Tým                     |
| --------------------------- | ------------------ | ----------------------- |
| 1971/1972                   | Seppo Ahokainen    | Ilves-Hockey            |
| 1972/1973                   | Jukka Alkula       | Tappara Tampere         |
| 1973/1974                   | Matti Hagman       | HIFK Hockey             |
| 1974/1975                   | Markus Mattsson    | Ilves-Hockey            |
| 1975/1976                   | Kari Makkonen      | Porin Ässät             |
| 1976/1977                   | Risto Siltanen     | Ilves-Hockey            |
| 1977/1978                   | Markku Kiimalainen | Oulun Kärpät            |
| 1978/1979                   | Kari Jalonen       | Oulun Kärpät            |
| 1979/1980                   | Pekka Arbelius     | Oulun Kärpät            |
| 1980/1981                   | Petri Skriko       | SaiPa                   |
| 1981/1982                   | Hannu Virta        | TPS Turku               |
| 1982/1983                   | Jukka Tammi        | Ilves-Hockey            |
| 1983/1984                   | Joel Paunio        | HIFK Hockey             |
| 1984/1985                   | Jari Neuvonen      | Ilves-Hockey            |
| 1985/1986                   | Risto Kurkinen     | JYP Jyväskylä           |
| 1986/1987                   | Janne Ojanen       | Tappara Tampere         |
| 1987/1988                   | Mika Nieminen      | Ilves-Hockey            |
| 1988/1989                   | Pekka Peltola      | Hämeenlinnan Pallokerho |
| 1989/1990                   | Vesa Viitakoski    | SaiPa                   |
| 1990/1991                   | Janne Grönvall     | Tappara Tampere         |
| 1991/1992                   | Petri Varis        | Porin Ässät             |
| 1992/1993                   | Ville Peltonen     | HIFK Hockey             |
| 1993/1994                   | Juha Lind          | Jokerit Helsinky        |
| 1994/1995                   | Joni Lehto         | Lukko Rauma             |
| 1995/1996                   | Jani Hurme         | TPS Turku               |
| 1996/1997                   | Olli Jokinen       | HIFK Hockey             |
| 1997/1998                   | Pasi Puistola      | Ilves-Hockey            |
| 1998/1999                   | Timo Pärssinen     | Hämeenlinnan Pallokerho |
| 1999/2000                   | Antero Niittymäki  | TPS Turku               |
| 2000/2001                   | Toni Dahlman       | Ilves-Hockey            |
| 2001/2002                   | Joonas Vihko       | HIFK Hockey             |
| 2002/2003                   | Toni Söderholm     | HIFK Hockey             |
| 2003/2004                   | Janne Pesonen      | Oulun Kärpät            |
| 2004/2005                   | Simo Vidgren       | Ilves-Hockey            |
| 2005/2006                   | Perttu Lindgren    | Ilves-Hockey            |
| 2006/2007                   | Tuomas Suominen    | TPS Turku               |
| 2007/2008                   | Oskar Osala        | Espoo Blues             |
| 2008/2009                   | Teemu Hartikainen  | KalPa                   |
| 2009/2010                   | Mikael Granlund    | HIFK Hockey             |
| 2010/2011                   | Teemu Pulkkinen    | Jokerit Helsinky        |
| 2011/2012                   | Teuvo Teräväinen   | Jokerit Helsinky        |
| 2012/2013                   | Artturi Lehkonen   | KalPa                   |
| 2013/2014                   | Juuse Saros        | Hämeenlinnan Pallokerho |
| 2014/2015                   | Otso Rantakari     | Espoo Blues             |
| 2015/2016                   | Patrik Laine       | Tappara Tampere         |
| 2016/2017                   | Otto Koivula       | Ilves-Hockey            |
| 2017/2018                   | Petrus Palmu       | TPS Turku               |
| 2018/2019                   | Kaapo Kakko        | TPS Turku               |
| 2019/2020                   | Matias Maccelli    | Ilves-Hockey            |
| 2020/2021                   | Kasper Björkqvist  | KooKoo                  |
| 2021/2022                   | Joakim Kemell      | JYP Jyväskylä           |
| 2022/2023                   | Niko Huuhtanen     | Mikkelin Jukurit        |
| 2023/2024                   | Viljami Marjala    | TPS Turku               |
| 2024/2025                   |                    |                         |
| Zdroj na eliteprospects.com |                    |                         |